# TJ Dynamo ČSA Ruzyně
TJ Dynamo ČSA Ruzyně (celým názvem: Tělovýchovná jednota Dynamo Československé státní aerolinie Ruzyně) byl československý klub ledního hokeje, který sídlil v pražské Ruzyni. V sezóně 1961/62 hrál klub druhou nejvyšší soutěž v zemi, ale ve skupině A skončil na sestupovém 12. místě. Zanikl v roce 1968.

## Historické názvy
Zdroj:
- TJ Sokol Ruzyně (Tělovýchovná jednota Sokol Ruzyně)
- 1961 – TJ Dynamo ČSA Ruzyně (Tělovýchovná jednota Dynamo Československé státní aerolinie Ruzyně)

## Přehled ligové účasti
Stručný přehled
Zdroj:
- 1957–1958: Oblastní soutěž – sk. B (3. ligová úroveň v Československu)
- 1958–1959: 2. liga – sk. A (2. ligová úroveň v Československu)
- 1959–1960: Oblastní soutěž – sk. D (3. ligová úroveň v Československu)
- 1960–1961: Krajský přebor – Praha (3. ligová úroveň v Československu)
- 1961–1962: 2. liga – sk. A (2. ligová úroveň v Československu)
- 1962–1968: Krajský přebor – Praha (3. ligová úroveň v Československu)

Jednotlivé ročníky
Zdroj:
Legenda: ZČ - základní část, červené podbarvení - sestup, zelené podbarvení - postup, fialové podbarvení - reorganizace, změna skupiny či soutěže
| Československo (1957 – 1968) |                         |           |           |                                       |              |
| Sezóny                       | Soutěž                  | Úroveň    | ZČ        | Play-off, nadstavba, sk. o udržení... | Poznámky     |
| 1957/58                      | Oblastní soutěž – sk. B | 3. úroveň | 1. místo  |                                       | Postup       |
| 1958/59                      | 2. liga – sk. A         | 2. úroveň | 12. místo |                                       | Sestup       |
| 1959/60                      | Oblastní soutěž – sk. D | 3. úroveň | 2. místo  |                                       | Reorganizace |
| 1960/61                      | Krajský přebor – Praha  | 3. úroveň | 1. místo  |                                       | Postup       |
| 1961/62                      | 2. liga – sk. A         | 2. úroveň | 12. místo |                                       | Sestup       |
| 1962/63                      | Krajský přebor – Praha  | 3. úroveň | 3. místo  |                                       |              |
| 1963/64                      | Krajský přebor – Praha  | 3. úroveň | 3. místo  |                                       |              |
| 1964/65                      | Krajský přebor – Praha  | 3. úroveň | 3. místo  |                                       |              |
| 1965/66                      | Krajský přebor – Praha  | 3. úroveň | 7. místo  |                                       |              |
| 1966/67                      | Krajský přebor – Praha  | 3. úroveň | 4. místo  |                                       |              |
| 1967/68                      | Krajský přebor – Praha  | 3. úroveň | 5. místo  |                                       |              |